# 北方网
北方网是一家互联网中文门户网站，成立于2000年11月，由天津人民广播电台、天津电视台、天津有线电视台、天津广播电视报社、天津市对外文化交流协会、天津日报社和今晚报社发起设立。2009年8月，中宣部、文化部、国家广电总局、新闻出版总署联合授予北方网“全国文化体制改革先进企业”称号。